# Bevölkerungsgruppe
Bevölkerungsgruppe ist ein demografischer Begriff, der Personen nach einzelnen statistischen Merkmalen (z. B. Alter, Geschlecht, Familienstand, Bildung, Stellung im Erwerbsleben, Religionszugehörigkeit, Nationalität) zusammenfasst.
So lassen sich etwa folgende Bevölkerungsgruppen fassen:

## Sprachgruppe
Sprachgruppe wird unterschieden nach
- Sprachfamilie, genealogisch
- Sprachbund, genealogisch

## Geschlechter- bzw. Altersgruppe
- Generation
- Erwachsener
- Frau
- Mann
- Kind
- Mädchen
- Junge
- Jugend
- Teenager
- Twen
- Rentner
- Alter Mensch
- Hochaltriger Mensch
- Senior
- Witwer
- Kriegswitwe

## Soziale Schicht
- Arbeiter
- Arbeitnehmer
- Angestellter
- Freie Berufe
- Geringverdiener
- NEET
- Prekariat
- Selbständiger
- Unternehmer

## Territorial bestimmt
- Minderheit
- ethnische Minderheit
- religiöse Minderheit
- nationale Minderheit
- Lokale Gemeinschaften
- Ausländer
- Flüchtling
- Rheinländer (Bevölkerungsgruppe)

## Nach Aktivität
- Schüler
- Lehrling
- Student

## Ethnisch
- Indianer
- Aborigines
- Samen
- Kurden

## Nach Phänotyp
- Schwarze
- Weiße

## Sozialpsychologisch
- Masse (Soziologie)
- Generation X

Da gemeinsame Interessen und Werte sowie ein Zusammengehörigkeitsgefühl der Merkmalsträger zwar möglich, aber nicht generell vorhanden sind, spricht man in der Soziologie präziser von Bevölkerungsteilen.